# Tysiąclecie Państwa Polskiego

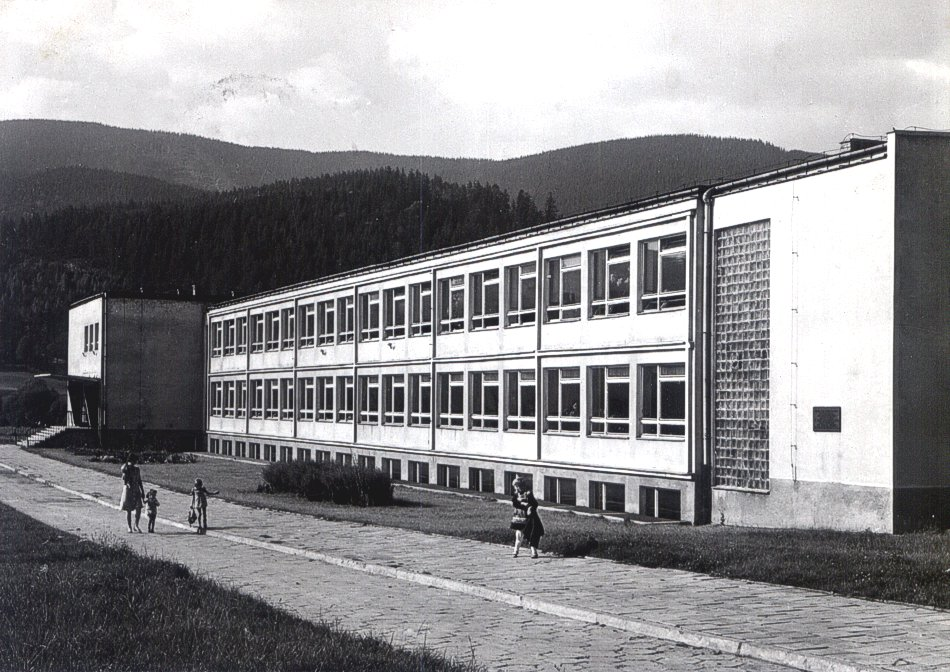
Szkoła tysiąclecia w Węgierskiej Górce (1961)

Tysiąclecie Państwa Polskiego – państwowe obchody tysiąclecia polskiej suwerenności państwowej i kultury polskiej ogłoszone na lata 1960–1966 uchwałą Sejmu w 1958; inauguracja obchodów jubileuszu odbyła się na plenarnej sesji Ogólnopolskiego Komitetu Frontu Jedności Narodu 16 lutego 1960 w Kaliszu.
Obchodom jubileuszu towarzyszył program oświatowy „Tysiąc szkół na 1000-lecie”, podczas którego w latach 1959–1972 wzniesiono blisko 1,5 tys. nowoczesnych szkół-pomników Tysiąclecia Państwa Polskiego. W związku z jubileuszem wzmożono na większą skalę niż dotychczas badania archeologiczne, podjęto także inne akcje, jak: zadrzewiania kraju, budowy dróg, budowy wałów przeciwpowodziowych.
Okrągłą rocznicę (zarówno hierarchia Kościoła katolickiego jak i rząd Polski Ludowej) postanowiono wykorzystać propagandowo, rozpoczynając wojnę o milenium. Kościół planował obchody milenium chrztu Polski, a władze państwowe jubileusz Tysiąclecia Państwa Polskiego. Obie strony rozpoczęły walkę o rząd dusz ,. 
Historyk Joachim Lelewel obchody tysiąclecia polskiej państwowości i kultury proponował obchodzić już w 1860. Miejscem miał być teren nad jeziorem Gopło w Kruszwicy, gdzie powinni zgromadzić się Polacy, tak jak wcześniej gromadzili się na wiecach.

## Obchody

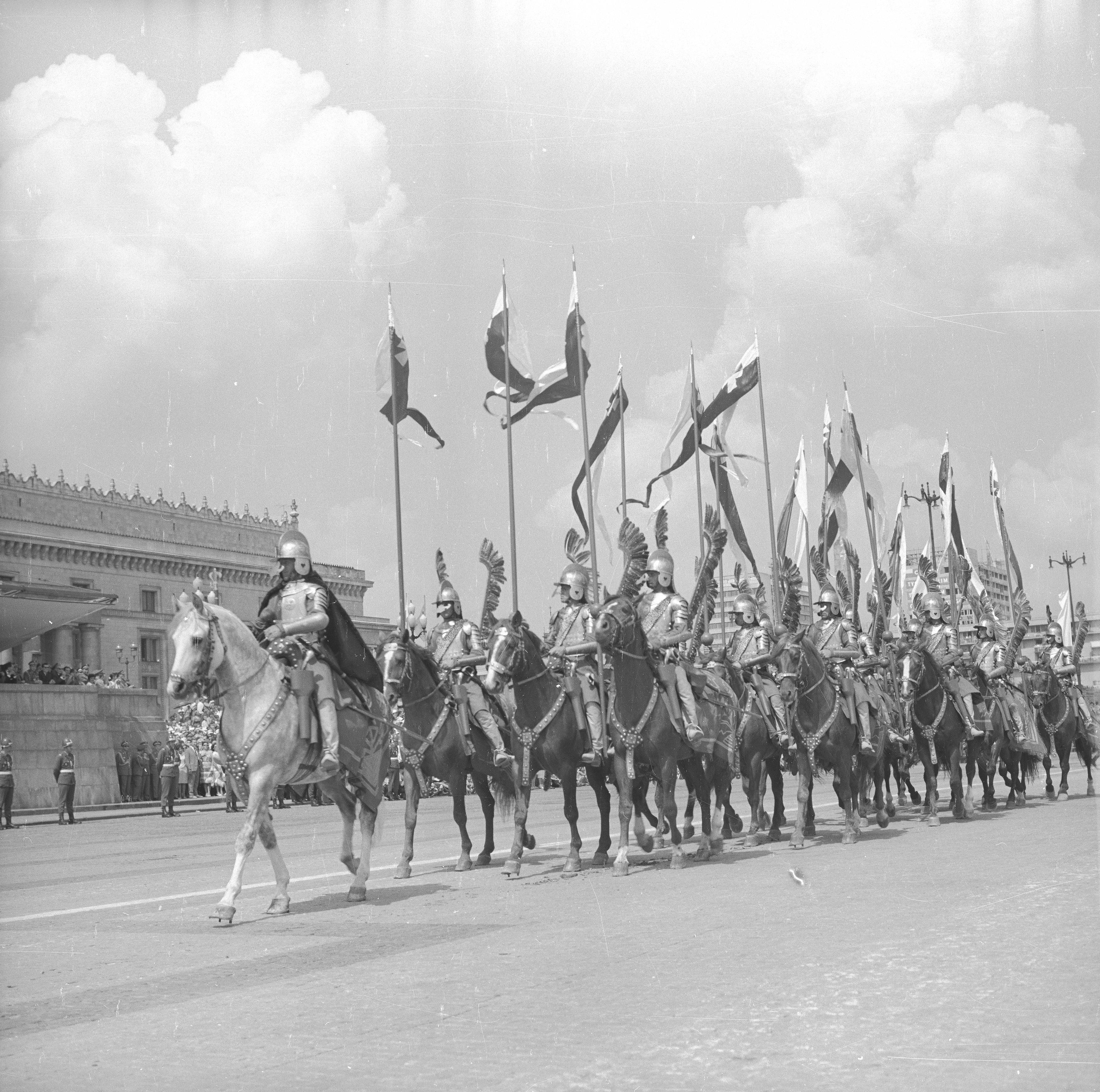
Jeźdźcy w strojach husarii, Defilada Tysiąclecia (Warszawa, 22 lipca 1966)

W okresie uroczystości w 1960 na wielką skalę urządzono obchody 550 rocznicy bitwy pod Grunwaldem. W Gnieźnie 15 kwietnia 1966 powitanie salwami armatnimi marszałka Mariana Spychalskiego przybyłego na państwowe uroczystości zakłóciło mszę świętą celebrowaną przez arcybiskupa Karola Wojtyłę. Natomiast 16 kwietnia w Poznaniu I sekretarz Władysław Gomułka skrytykował prymasa Stefana Wyszyńskiego i kościelną koncepcje obchodów chrztu Polski. Skrytykował też ideę przedmurza Chrześcijaństwa jako będącą wymysłem antyradzieckim.

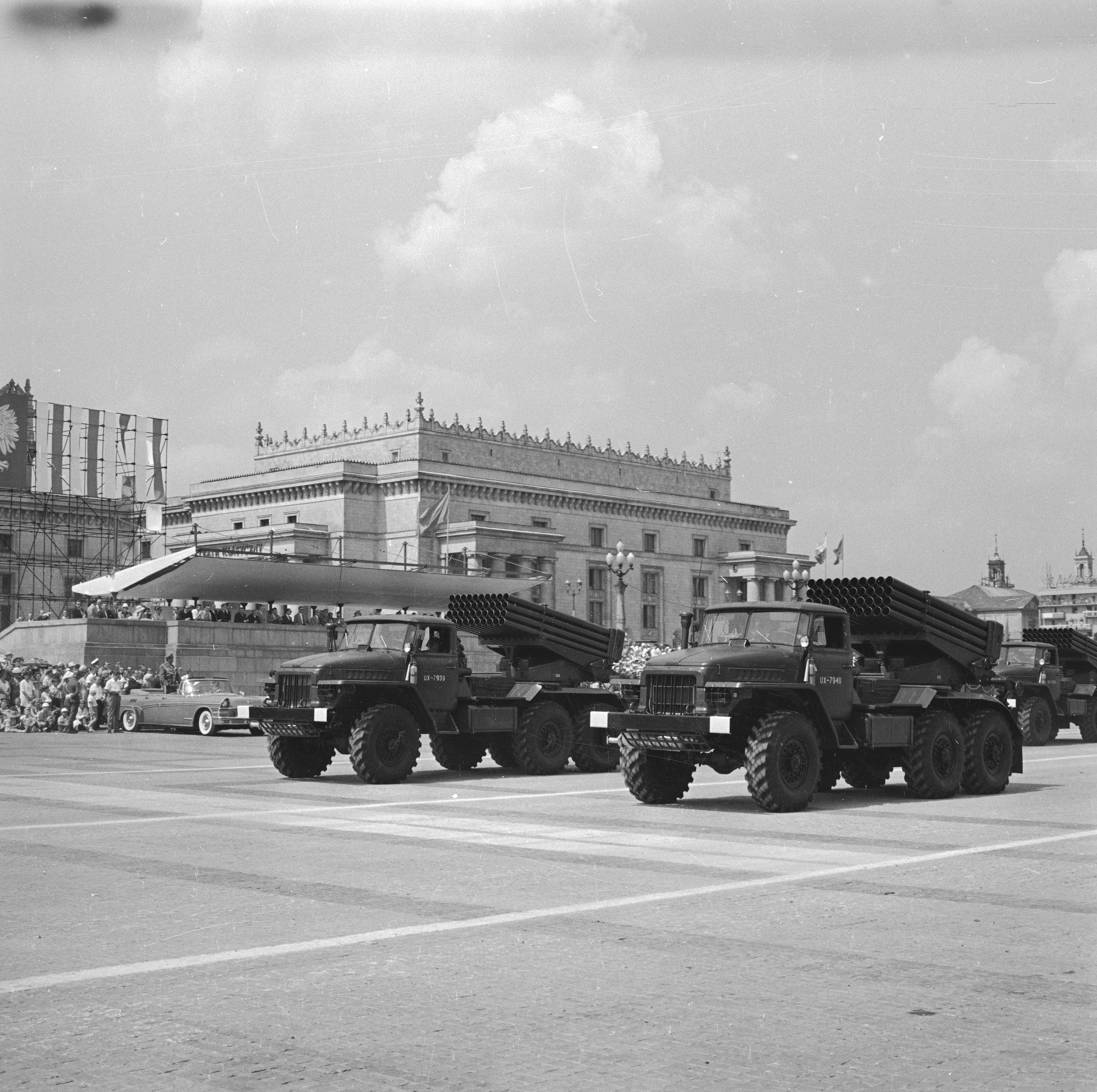
Wyrzutnie BM-21 Grad, Defilada Tysiąclecia (Warszawa, 22 lipca 1966)

W dniu 22 lipca 1966 roku ulicami Warszawy przeszła uroczysta wielotysięczna parada przedstawiająca tysiąclecie Oręża Polskiego, z udziałem władz państwowych, wojska, sportowców i młodzieży. Nad miastem przeleciał oddział samolotów uformowany w piastowskiego orła, za którym uczestnicy ujrzeli symboliczną liczbę 1000. Razem z tysiącami warszawiaków paradę obserwował I sekretarz Władysław Gomułka. Następną atrakcją był przemarsz oddziałów, wojów Bolesława Chrobrego, rycerstwa spod Grunwaldu, kosynierów oraz kolumna zdobywców Berlina wraz ze sztandarami bojowymi. Odbył się też pokaz najnowszego sprzętu bojowego. Huczna Defilada Tysiąclecia, była kulminacyjnym punktem obchodów Tysiąclecia Państwa Polskiego, których głównym celem było przyćmienie uroczystości Milenium Chrztu Polski organizowanego przez Kościół. Zamknięciem obchodów Tysiąclecia Państwa Polskiego był Kongres Kultury Polskiej mający miejsce w dniach 7-9 października 1966 w Warszawie, w którym uczestniczyli pisarze, naukowcy oraz działacze z całego kraju.

## Upamiętnienie

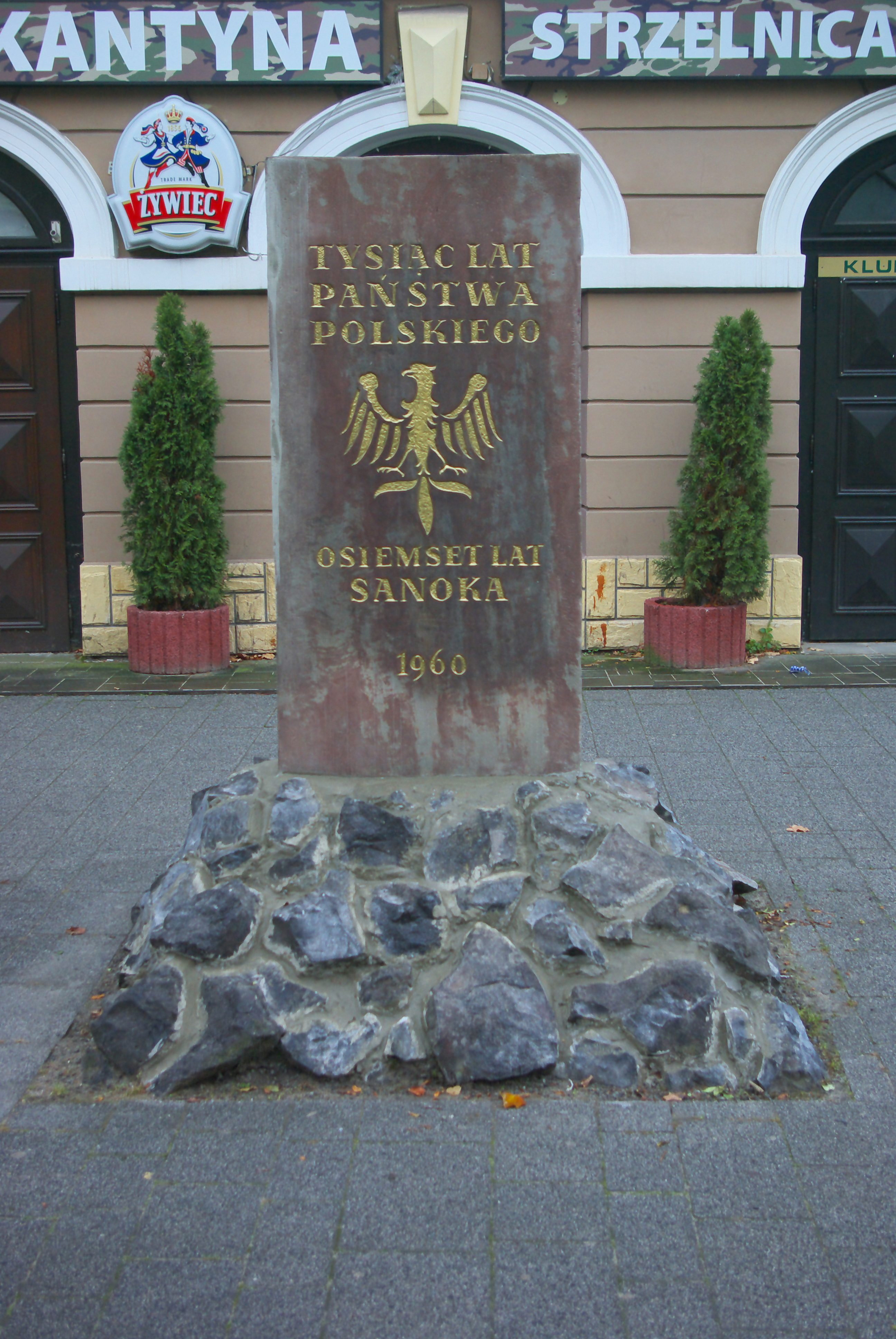
Kamień 1000-lecia w Sanoku

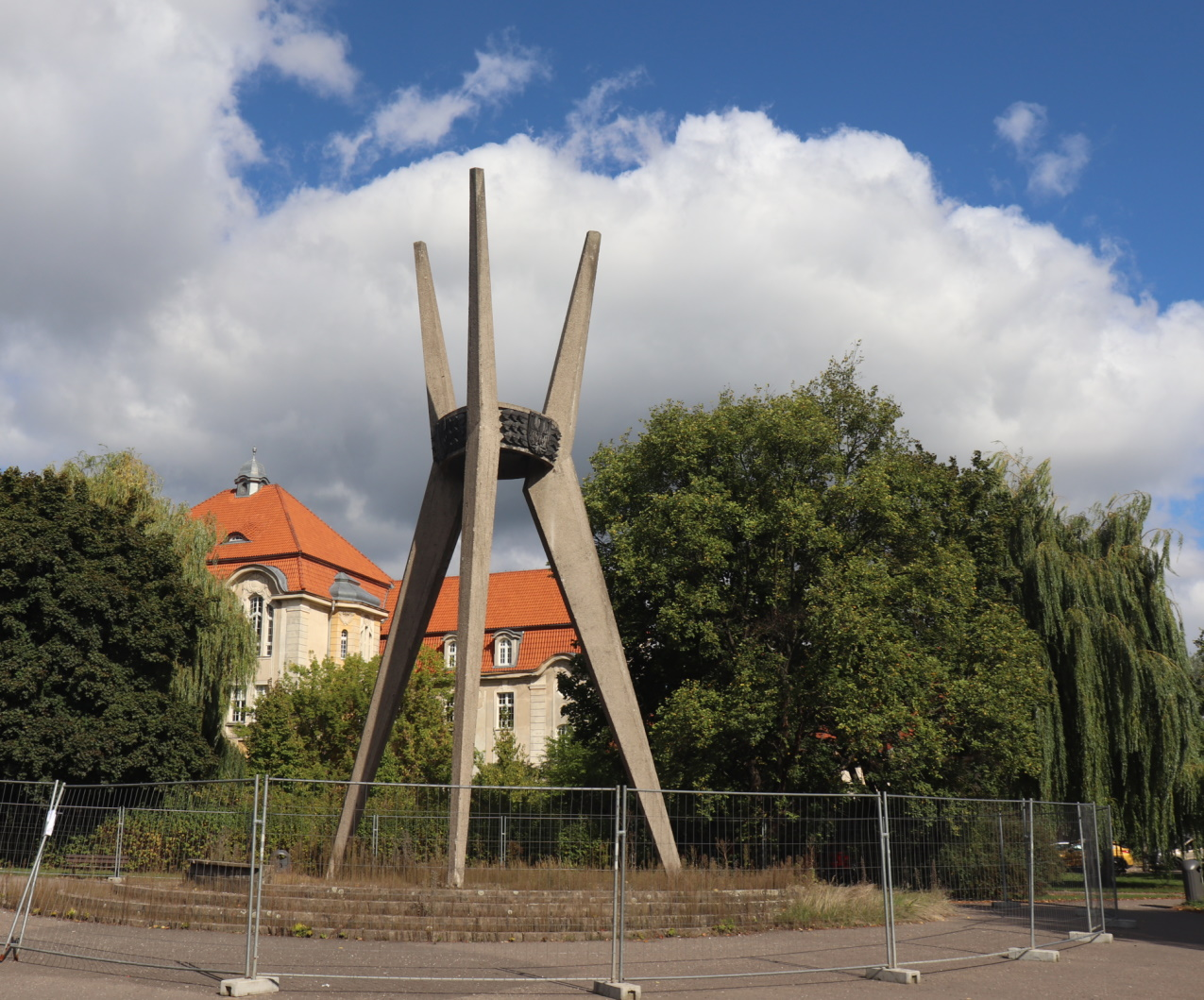
Pomnik Tysiąclecia Państwa Polskiego w Bydgoszczy

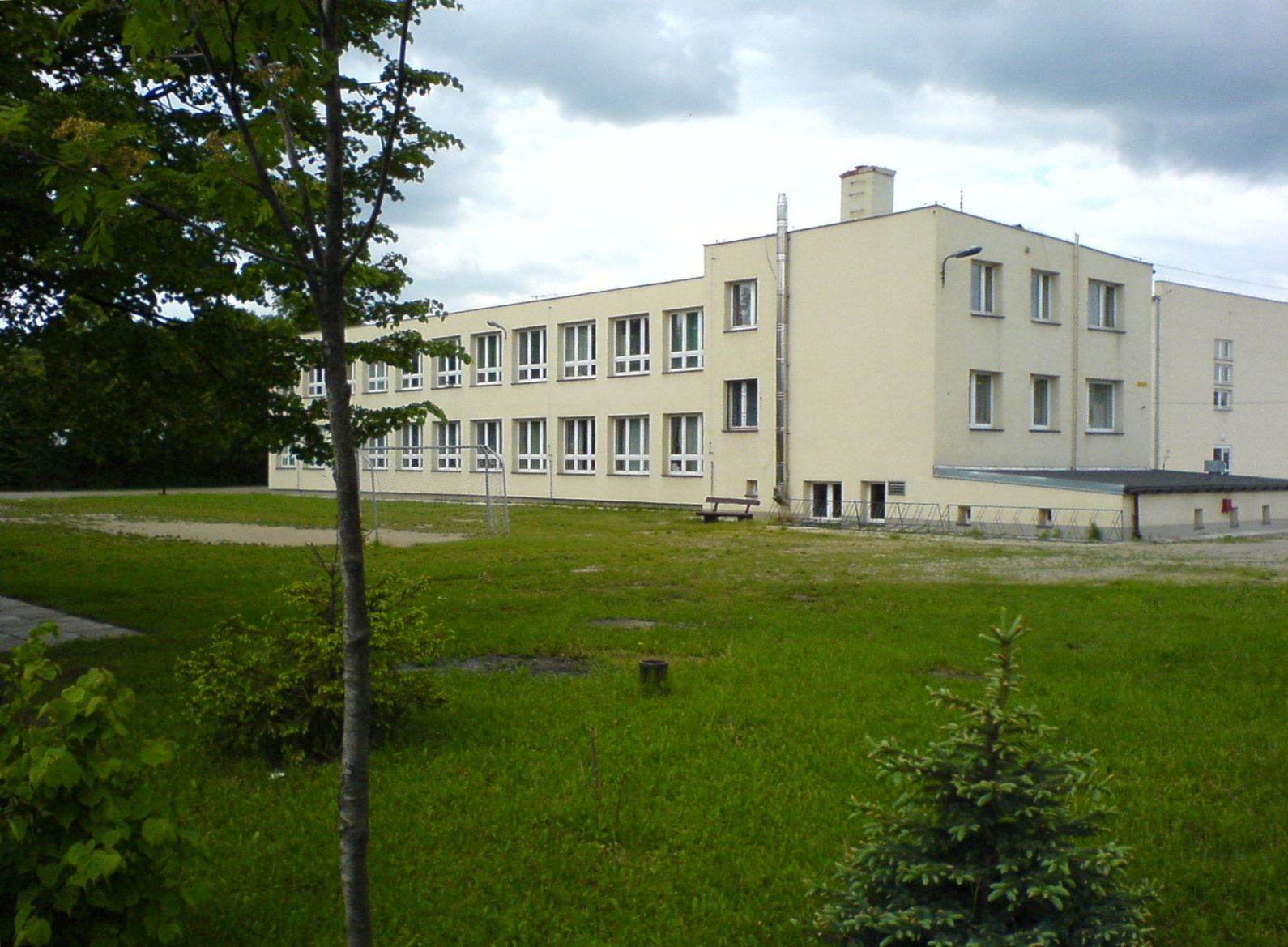
Szkoła-pomnik tysiąclecia w Szczawinie Kościelnym

W związku z obchodami wyemitowane zostały okolicznościowe monety. Ich projekty zostały przygotowane na konkurs ogłoszony przez NBP w roku 1957. W wyniku rozstrzygnięcia zdecydowano, że zaprojektowana przez Józefa Gosławskiego 10-złotowa moneta z wizerunkiem Mieszka i Dobrawy zostanie wyemitowana jako milenijna srebrna moneta 100-złotowa. Stała się ona jedną z najdroższych monet okresu PRL, a w latach 70. w konkursie „Biuletynu Numizmatycznego” zyskała miano „Najpiękniejszej monety polskiej”.
Dekretem Prezydenta RP na uchodźstwie Augusta Zaleskiego z 1 lipca 1966 postanowiono o wybiciu pamiątkowego Medalu Tysiąclecia Polski Chrześcijańskiej.

## Pomniki
- Kamień 1000-lecia w Sanoku
- Tablica 1000-lecia Państwa Polskiego w Przeworsku
- Pomnik 1000-lecia Państwa Polskiego w Strzegomiu
- Pomnik 1000-lecia Państwa Polskiego w Prudniku
- Pomnik Tysiąclecia Państwa Polskiego w Bydgoszczy